# فريدريك إم. أيريش
فريدريك إم. أيريش (بالإنجليزية: Frederick M. Irish)‏ هو مدير فني أمريكي، ولد في 16 مايو 1870 في دوبوك في الولايات المتحدة، وتوفي في 12 أبريل 1941 في تمبي في الولايات المتحدة.